# Rüdiger Bast
Rüdiger Bast (* 27. Dezember 1948) ist ein ehemaliger deutscher Fußballspieler. In Wismar und Stendal spielte er in 1960er und 1970er Jahren Zweitligafußball. 

## Sportliche Laufbahn
Als 17-Jähriger erschien Rüdiger Bast bereits in der DDR-weiten Sportberichterstattung. Der Spieler der TSG Wismar wurde 1966 in den Kader der DDR-Juniorennationalmannschaft berufen und bestritt im Oktober und November 1966 als Stürmer vier Junioren-Länderspiele. 
Die TSG Wismar setzte Bast erstmals in der Saison 1966/67 in ihrer DDR-Liga-Mannschaft ein, mit der er fünf Ligaspiele absolvierte und dabei zwei Tore erzielte. 1967/68 war Bast bereits Stammspieler, er kam in allen 30 Ligaspielen zum Einsatz und erhöhte sein Torkonto um weitere sechs Treffer. In der Saison 1968/69 bestritt Bast alle 15 Ligaspiele der Hinrunde und kam auf vier Tore. In der Rückrunde kam er bei der Ligamannschaft der TSG nicht mehr zum Einsatz. 
1969 wechselte Rüdiger Bast zum DDR-Ligisten Lokomotive Stendal. In den 30 DDR-Liga-Spielen 1969/70 wurde Bast in 21 Partien aufgeboten und erzielte fünf Tore. Sechs Tore in 18 von 26 Ligaspielen reichten 1970/71 zur Torjägerkrone bei Lok Stendal. Nach einer erneut schwächeren Saison 1971/72  mit nur 13 Ligaeinsätzen in 22 Runden und nur einem Tor, brachten die folgenden Spielzeiten den Durchbruch zum beständigen Stammspieler in der Lok-Mannschaft. In den fünf Spielzeiten bis 1977 bestritt Bast 105 von 110 Ligaspielen und wurde 1973, 1974 und 1976 mit elf, zwölf und neun Treffern erneut Stendaler Torschützenkönig. Nach der Saison 1976/77 musste Lok Stendal aus der DDR-Liga absteigen. Die Mannschaft schaffte umgehend den Wiederaufstieg, Bast war jedoch für den DDR-Liga-Kader 1978/79 nicht mehr vorgesehen. 
In seinen elf DDR-Liga-Spielzeiten war Rüdiger Bast auf 207 Punktspieleinsätze gekommen und hatte 63 Tore erzielt. Bei Lok Stendal war er viermal Torschützenkönig geworden. 